# Kairos (serie televisiva)
Kairos (카이로스?, KairoseuLR) è una serie televisiva sudcoreana del 2020, trasmessa su MBC TV e diretta da Park Seung-woo.

## Trama
La vita apparentemente perfetta di Kim Seo-jin va in frantumi quando la sua bambina viene rapita e ritrovata morta. Misteriosamente, l'uomo riesce però a mettersi in contatto con Han Ae-ri, una donna che – in una dimensione parallela – viveva quando ancora sua figlia era viva. Seo-jin cerca così di salvare la bambina e scoprire il mistero che lega lui ed Ae-ri.